# ラブ&エロス
『ラブ＆エロス』（らぶ あんど えろす）は、現代カルチャーのエロスを支える映画監督がそれぞれのテーマで愛と性を描く日本映画のシリーズ。

## 概要
人間の永遠のテーマである「愛と性」をフィーチャーし、新しい性愛の可能性を探る恋愛映画の祭典で、特に女性にターゲットを絞った作品群である。
第1シーズンの『Love&Eros CINEMA COLLECTION』は2010年9月25日から11月5日まで公開され、観客最多動員した作品には賞金100万円が贈られる、コンペ形式でテアトル新宿で開催された。
第2シーズンの『Love&Eros 2nd』は2012年より春夏秋冬をテーマに、様々な監督が多数作品を手がけ、池袋シネマ・ロサで公開された。
3年目の2014年にはシリーズタイトルを『ラブストーリーズ』に変更し、シーズン制は取らず散発的に2本ずつ新宿K's cinemaで公開された。
2016年には『ラブストーリーズ2』として2週間単位で3本ずつ渋谷ユーロスペースで公開している。

## 第1シーズン
- お前の母ちゃんBitch!（脚本・監督：内田春菊／主演：鈴木砂羽、小林優斗） - シスレー賞受賞[1]。
- 老人の恋 紙の力士（脚本・監督：石川均）／主演：ミッキー・カーチス、丸純子）
- 愛するとき、愛されるとき（監督：瀬々敬久／脚本：佐藤有記・瀬々敬久／主演：江澤翠）
- 島田陽子に会いたい（監督：いまおかしんじ／脚本：秋本建樹・いまおかしんじ／主演：島田陽子） - 観客動員レース最多動員[1]
- 女心と秋の空〜ふしだらな子猫〜（監督：伊藤一平／脚本：片岡修二／主演：春菜はな・ヒロシ）
- いつもより素敵な夜に（監督：児玉宜久／脚本：児玉宜久・金田敬／主演：小松みゆき）

　上映・2010年9月25日 - 11月5日（テアトル新宿）

## 第2シーズン

### SUMMER
- 農家の嫁三十五歳、スカートの風（監督：金田敬／脚本：森田剛行／主演：嘉門洋子）
- ちょっとエッチな生活体験 接吻5秒前（監督：田尻裕司／脚本：中野太／主演：浜田翔子）
- セカンドバージンの女 通り雨（監督：成田裕介／脚本：山田耕大／主演：丸純子）

　上映・2012年6月16日 - 7月6日（池袋シネマ・ロサ）

### AUTUMN
- ストリッパー（監督・脚本：片岡修二／主演：江口ナオ）
- 蝉の女 愛に溺れて（監督・脚本：森岡利行／主演：七海なな）
- 百日のセツナ 禁断の恋（監督・脚本：いまおかしんじ／主演：由愛可奈）

　上映・2012年9月15日 - 10月5日（池袋シネマ・ロサ）

### WINTER
- 死んでもいいの　百年恋して（監督：榎本敏郎／脚本：いまおかしんじ／主演：森下くるみ）
- 妻の恋人（監督：児玉宜久／脚本：村川康敏／主演：葉山レイコ）
- ピンク♡レディ　女はそれを我慢できないッ（監督：上野貴弘／脚本：金田敬／主演：矢部美穂）

　上映・2012年12月8日 - 12月28日（池袋シネマ・ロサ）

### SPRING
- 連結部分は電車が揺れる　妻の顔にもどれない（脚本・監督・出演：内田春菊／主演：小松みゆき）
- 君が愛したラストシーン（監督：佐藤吏／脚本：片岡修二／主演：吉井怜）
- ごくつまの恋（脚本・監督：石川均／主演：七海なな）

　上映・2013年3月30日 - 4月19日（池袋シネマ・ロサ）
上映最終日に、動員、評判、作品内容等を総合して評価し、下記の各賞を決定。授賞式が行われた。

最優秀監督賞 - 榎本敏郎「死んでもいいの 百年恋して」

最優秀女優賞 - 七海なな「蝉の女 愛に溺れて」「ごくつまの恋」

最優秀作品賞 - 「農家の嫁三十五歳、スカートの風」

2013年8月24日から30日まで、名古屋シネマテークにて「百日のセツナ 禁断の恋」「農家の嫁三十五歳、スカートの風」「死んでもいいの 百年恋して」「蝉の女 愛に溺れて」「連結部分は電車が揺れる」の5本が上映された。

## ラブストーリーズ
- マリアの乳房（監督・脚本：瀬々敬久／主演：佐々木心音） 2014年6月14日
- 逢いびき（監督：塙幸成／脚本：午乃歩音／主演：丸純子） 2014年6月21日
- LAST LOVE／愛人（監督・脚本：石川均／主演：桜木梨奈・火野正平） 2014年10月4日
- 妻が恋した夏（監督・脚本：いまおかしんじ／主演：宮地真緒） 2014年10月11日
- 愛の果実（監督：金田敬／脚本：森田剛行／主演：嘉門洋子） 2014年11月29日
- 農家の嫁 あなたに逢いたくて（監督：榎本敏郎／脚本：片岡修二／主演：水谷ケイ） 2014年12月6日

上記上映：新宿 K's cinema

## ラブストーリーズ2
- 再会 禁じられた大人の恋（監督：成田裕介／脚本：片岡修二／主演：熊切あさ美） 2016年1月23日
- 別れた女房の恋人（監督：金田敬／脚本：森田剛行／主演：丸純子） 2016年1月28日
- ゆれる心（監督・脚本：片岡修二／主演：瀬戸早妃） 2016年2月1日
- 誘惑は嵐の夜に（監督・脚本：いまおかしんじ／主演：高樹澪） 2016年2月20日
- 母の恋人（監督：上野貴弘／脚本：片岡修二／主演：水島裕子） 2016年2月25日
- オトナの恋愛事情（監督・脚本：森川圭／主演：丸純子） 2016年2月29日

上記上映：渋谷 ユーロスペース